# 半田埠頭駅
半田埠頭駅（はんだふとうえき）は、愛知県半田市十一号地にある衣浦臨海鉄道半田線の貨物駅である。

## 歴史
- 1975年（昭和50年）11月15日 - 開業[1]。国鉄武豊線4駅の貨物営業を集約。
- 2003年（平成15年）10月1日 - コンテナホーム増設[2][3]。

## 駅構造

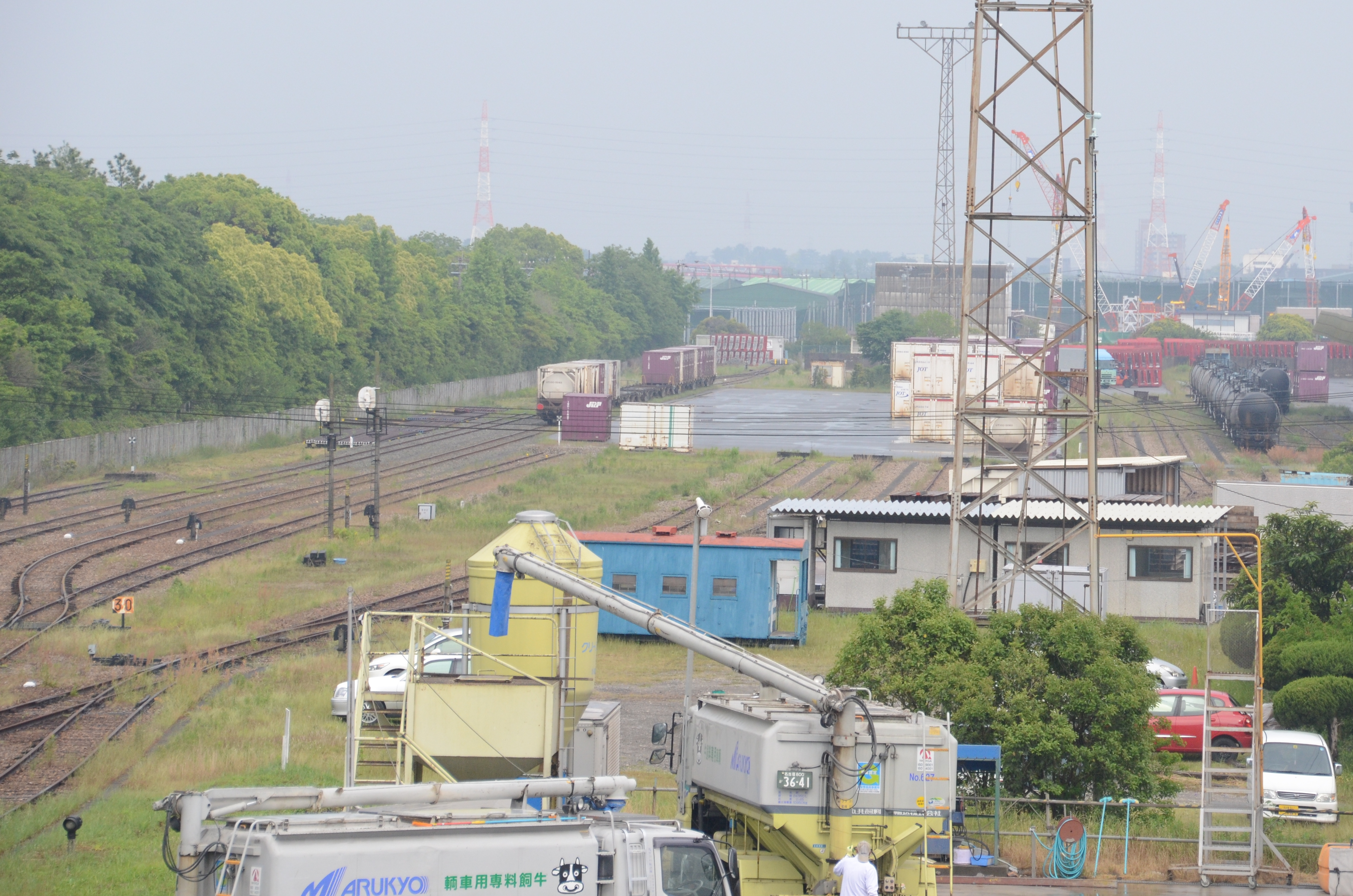
駅構内

2面3線のコンテナホーム（ヤード）を有する地上駅。コンテナホームのうち南側のホームは、開業時に設置された有蓋車用貨物ホームを改修したもので、上屋がある。北側のホームは、1990年代からの構内改修により整備され2003年（平成15年）10月1日から使用を開始したもので、コンテナ車10車に対応する。2024年（令和6年）の時点では、通常は北側のコンテナホームの北側の着発荷役線が使用されている。
衣浦臨海鉄道の中枢の駅で、車両基地（半田埠頭機関区）や保線・施設保全部門（半田埠頭保全区）がある。
構内には当駅で解体されたタキ5500形貨車の車輪が保存されている。

## 取扱う貨物の種類
- コンテナ貨物
  - 12 ftコンテナ、20 ft大型コンテナを取り扱う。当駅近くに衣浦トンネルがあることから、半田市周辺の他対岸の碧南市側に発着するコンテナの取り扱いもある[6]。
- 車扱貨物
  - かつて貨車の解体が当駅で行われており[6]、廃車貨車を取り扱っていたが、現在は解体は別の場所で行われている。

## 駅周辺
- 日本車輌製造衣浦製作所
- 衣浦トンネル

## 隣の駅
衣浦臨海鉄道
半田線
東成岩駅 - 半田埠頭駅